# Большая татранская энциклопедия

Большая Татранская Энциклопедия. 1995 г.

Wielka Encyklopedia Tatrzańska (рус. Большая Татранская Энциклопедия) — фундаментальный труд о Татрах, горном массиве в Карпатах, на территории Польши и Словакии.
Авторы — одни из самых видных польских специалистов по Татрам: София Радванская-Парижская (Radwańska-Paryska Z.) и Витольд Генрик Парижский (Paryski W. H.), которые в течение 60 лет изучали и исследовали этот регион.
Энциклопедия содержит около 6000 статей и глубоко охватывает проблематику Татр. Содержит информацию о топографии Татр, их истории, географии, геологии, этнографии, природе, туризму, альпинизму, 1200 фотоснимков (в том числе панорамных), десятки схем и карт. Кроме того, авторами проводились записи музыки польских и словацких гуралей (горцев), их диалектов.
Первое издание энциклопедии вышло в 1995 году, второе — в 2004 (на 1553 страницах). Выпущена издательством «Wydawnictwo Górskie» в Поронино. Имеется также мультимедийное издание на CD-ROM.
«Большая Татранская Энциклопедия» послужила уже не одному поколению польских альпинистов, в том числе, покорителей Гималаев.

## Источник
- Zofia Radwańska-Paryska, Witold Henryk Paryski: Wielka encyklopedia tatrzańska. Poronin: Wyd. Górskie, 2004. ISBN 83-7104-009-1.